# Айба, Азарет Алексеевич
Азарет Алексеевич Айба (25 марта 1944, Отхара) — советский политический деятель.

## Биография
Родился 25 марта 1944 года в селе Отхара Гудаутского района Абхазской АССР. Национальность — абхаз.
В 1960 году окончил Отхарскую среднюю школу. В 1961 году поступил в Финансово-экономический институт на факультет «финансы и кредит» города Ростова-на-Дону. В 1963—1967 годах — служил в военно-морском флоте, в городе Севастополь на подводной лодке, затем на крейсере «Дзержинский». Ныне является капитаном третьего ранга в запасе. После демобилизации продолжил учебу в том же вузе на вечернем отделении, но уже переименованном в Институт народного хозяйства, который окончил в 1970 г.
В период учебы в г. Ростов-на-Дону работал на разных должностях: рабочим центрифуги часового завода, инспектором Первомайского райфо, заместителем начальника спортивно-оздоровительного лагеря РИНХа в Анапе, старшим инженером отдела Управления материально-технического снабжения Северо-Кавказского района.
В 1970 году вернулся в Абхазию; начал работать кредитным инспектором отдела финансирования и кредитования сельского хозяйства, затем заместителем начальника Горуправления Абхазской Республиканской конторы Госбанка.
В 1976 г. решением бюро Абхазского обкома партии избран заместителем председателя Правления Абхазоблпотребсоюза по финансово-экономическим вопросам и строительству.
В 1985 г. заочно окончил ВПШ в г. Баку.
В 1986 г. решением бюро Абхазского обкома партии был направлен заместителем директора Сухумского физико-технического институт Министерства среднего машиностроения и атомной энергетики СССР по торговле.
В 1989 г. избран председателем Абхазского обкома профсоюза работников госторговли и потребкооперации.
В 1990 г. по его личной инициативе на конференции Абхазского обкома профсоюза впервые в системе Совпрофа Грузии было принято Постановление «О создании Абхазского независимого Республиканского комитета профсоюза работников госторговли и потребительской кооперации». Был принят Устав и зарегистрирован в Министерстве Юстиции СССР в г. Москве.
В 1991 г. вышеназванный комитет был выведен из состава РК профсоюза Грузии и введен в состав ЦК профсоюза работников госторговли и потребкооперации СССР. Был избран членом президиума ЦК в г. Москве. Ныне Конфедерация профсоюзов работников торговли, общественного питания, потребительской кооперации и различных форм предпринимательства.
Принимал участие в выездных заседаниях в республиках СНГ:
- 1991 г. в Кыргызстане, г. Бишкек
- 1992 г. на Украине, г. Крым

1991 г. — один из инициаторов создания Народной партии Абхазии (НПА). Был избран председателем Политсовета Сухумской городской организации НПА. 1993 г. — ЦК Народной партии Абхазии был реорганизован в Политсовет, где был избран председателем Политсовета партии.
Во время грузино-абхазской войны (1992—1993 гг.) — командир взвода резервного полка Министерства Обороны Абхазии.
1993 г. — ведущий Всенародного схода на исторической площади Лыхнашта, связанный с подготовкой для заключения рамочного договора между Россией и Грузией вопреки мнению абхазского народа.
С момента создания организации «Айдгылара» («Единение») — член президиума Сухумской горорганизации.
1994 г. — избран председателем Федерации независимых профсоюзов РА.
1994 г. — избран членом исполкома Ассоциации профсоюзов «Кавказ» по ЮФо РФ.
2009 г. — за заслуги перед Республикой Абхазия указом Президента РА награждён высшим орденом «Честь и Слава» II степени.
Женат: имеет двух сыновей, дочь и 12 внуков.